# GFA TV
GFA TV war ein ghanaischer Fernsehsender mit Sitz in Accra. Er war Eigentum der Ghana Football Association (GFA), des ghanaischen Fußballverbandes, und übertrug ab 2013 ein auf den ghanaischen Fußball ausgerichtetes Spartenprogramm. Anfangs gehörte der Sender zur Modern Times Group, die allerdings im Jahre 2016 ihr gesamtes Afrika-Geschäft an Econet Wireless mit Sitz in Südafrika verkaufte.

## Geschichte
Nachdem die Betreiber des Senders eine Lizenz der National Communications Authority bekommen hatten, erfolgte am 27. August 2013 um 14:30 Uhr im Alisa Hotel in der ghanaischen Hauptstadt Accra die erste Ausstrahlung. Damit war der ghanaische Fußballverband der erste Fußballverband in Afrika, der seinen eigenen Fernsehsender betrieb. Zum Programm zählten neben Berichten über die ghanaische Nationalmannschaft, die Ghana Premier League und den ghanaischen Fußballpokal auch Berichte und Nachrichten über die Teams in den Ghana Football Leagues und den weiteren Spielklassen darunter. Weitere größere Segmente waren Interviews mit Spielern und Managern sowie die Übertragung von Spielberichten und Highlights aus diversen Spielen. Des Weiteren gewährte der Sender einen Blick hinter die Kulissen der sämtlichen Fußballnationalmannschaften der Ghana Football Association. Wöchentliche Berichte des Senders wurden parallel dazu auch noch auf GTV, dem ghanaischen Hauptfernsehsender ausgestrahlt. Spätestens seit der Auflösung des Verbandes im Juni 2018 ist auch der Sendebetrieb von GFA TV eingestellt.